# Ion Casian Suruceanu
Ion Casian Suruceanu (n. 19 decembrie 1851 la Vadul lui Vodă - d. 19 noiembrie 1897 la Chișinău) a fost un arheolog și istoric basarabean, cetățean rus, membru de onoare (din 1888) al Academiei Române. A cercetat ruinele antice din Basarabia și Novorusia, îndeosebi cele ale cetății Tyras, publicat nenumărate articole în limbile rusă, română și franceză (era ginerele altui arheolog, amator acesta, francezul Christophe-Charles Sicard, instalat în Basarabia ca viticultor) și întemeiat la Chișinău un muzeu de arheologie („Muzeul antichităților din Pontul scitic”), din păcate jefuit în 1917 de trupele debandate în momentul Revoluției. Printre publicațiile sale mai cunoscute sunt Încercare de a dovedi situația cetății scitice Alectora și a „Coastei de azur” menționată de Constantin Porfirogenetul și Inscripții grecești și latinești descoperite în anii 1889-1894, publicate respectiv la Odesa în 1888 și la Sankt-Petersburg în 1894.